# Sporysz (gmina)
Sporysz – dawna gmina wiejska istniejąca w latach 1934–1954 w województwie krakowskim (dzisiejsze woj. małopolskie). Siedzibą gminy był Sporysz (obecnie dzielnica Żywca), a w latach 1950–1954 – Żywiec.

## Historia
Gmina zbiorowa Sporysz została utworzona 1 sierpnia 1934 roku w powiecie żywieckim w woj. krakowskim z dotychczasowych jednostkowych gmin wiejskich: Czernichów, Isep, Międzybrodzie, Moszczanica, Oczków, Pewel Mała, Przyłęków, Sporysz, Świnna, Tresna, Trzebinia i Zadziele. 15 września gminy te przekształcono w 12 gromad (sołectw) gminy Sporysz.
Gmina miała nietypowy kształt. Składała się z dwóch części przedzielonych obszarem miasta Żywca:
- część północna: Międzybrodzie, Czernichów, Tresna, Oczków, Zadziele i Moszczanica;
- część południowa: Sporysz, Isep, Trzebinia, Świnna, Przyłęków i Pewel Mała.

Pewel Mała stanowiła enklawę praktyczną gminy, wdzierającą się głęboko między gminy: Gilowice na północy i Jeleśnia na południu; otoczona była ze wszystkich stron przez obszary tych gmin, a połączenie ze Świnną w gminie Sporysz miało miejsce tylko na minimalnym odcinku, poprzez specyficzną odnogę Świnny. Ponadto, gmina Sporysz oddzielała miasto Żywiec od jego południowej eksklawy Kiełbasów poprzez terytorium gromady Świnna.
Podczas wojny wcielona do III Rzeszy (Powiat Saybusch). 30 listopada 1940 północna część gminy Sporysz (Międzybrodzie, Czernichów, Tresna, Oczków, Zadziele i Moszczanica) weszła w skład nowej gminy Zadziele, przez co zlikwidowano podzał gminy Sporysz na dwie przestrzennie niespójne części. Do gminy Sporysz w ramach rekompensaty przyłączono Rychwałdek ze zniesionej gminy Gilowice. Ponadto Isep włączono do Żywca.
Po wojnie powrócono do granic gminy sprzed wojny, a gmina powróciła do powiatu żywieckiego w województwie krakowskim.
15 marca 1949 z części gromady Moszczanica utworzono nową gromadę Kocurów, zwiększając tym samym liczbę gromad gminy Sporysz do 13. Wkrótce liczba ta zmniejszyła się o trzy, kiedy to 1 stycznia 1950 gromady Isep, Kocurów i Sporysz włączono do Żywca. Jako że siedziba gminy Sporysz znalazła się eksterytorialnie w Żywcu, formalną siedzibą władz gminy został Żywiec. Według stanu z dnia 1 lipca 1952 roku gmina Sporysz składała się z 10 gromad: Czernichów, Międzybrodzie Żywieckie, Moszczanica, Oczków, Pewel Mała, Przyłęków, Świnna, Tresna, Trzebinia i Zadziele.
Gmina została zniesiona 29 września 1954 roku wraz z reformą wprowadzającą gromady w miejsce gmin.
Jednostki nie przywrócono 1 stycznia 1973 roku po reaktywowaniu gmin, a jej dawny obszar znalazł się w granicach czterech gmin:
- gminy Czernichów – Czernichów, Międzybrodzie Żywieckie i Tresna;
- gminy Świnna – Pewel Mała, Przyłęków, Świnna i Trzebinia;
- gminy Łękawica – Moszczanica i Oczków oraz nieistniejące Zadziele, zalane w 1966 roku przez sztuczne Jezioro Żywieckie;
- miasta Żywca – Isep, Kocurów i Sporysz (wszystkie od 1950 roku).

Moszczanicę włączono do Żywca w 1976 roku a Oczków w 1991 roku. Wraz z tymi miejscowościami, w dwóch etapach (1976 i 1991), w granicach Żywca znalazło się też w całości zalane Zadziele. W latach 1976–1991, po zniesieniu gminy Łękawica aż po jego włączenie do Żywca, Oczków znajdował się w gminie Gilowice-Ślemień.

## Przynależność administracyjna gromad gminy Sporysz
| Gromada / Sołectwo      | 1934-08-01 1940-11-29 | 1940-11-30 1941-06-30 | 1941-07-01 1944-08-21 | 1944-08-22 1954-09-28 | 1973-01-01 1976-07-01 | 1976-07-02 1991-04-01 | 1991-04-02 |
| ----------------------- | --------------------- | --------------------- | --------------------- | --------------------- | --------------------- | --------------------- | ---------- |
| Gilowice                | Gilowice              | Ślemień               | Gilowice              | Gilowice              | Gilowice              | Gilowice-Ślemień      | Gilowice   |
| Kocierz Moszczanicki    | Gilowice              | Zadziele              | Zadziele              | Gilowice              | Łękawica              | Gilowice-Ślemień      | Łękawica   |
| Łękawica                | Gilowice              | Zadziele              | Gilowice              | Gilowice              | Łękawica              | Gilowice-Ślemień      | Łękawica   |
| Łysina                  | Gilowice              | Zadziele              | Gilowice              | Gilowice              | Łękawica              | Gilowice-Ślemień      | Łękawica   |
| Okrajnik                | Gilowice              | Zadziele              | Gilowice              | Gilowice              | Łękawica              | Gilowice-Ślemień      | Łękawica   |
| Rychwałd                | Gilowice              | Zadziele              | Gilowice              | Gilowice              | Gilowice              | Gilowice-Ślemień      | Gilowice   |
| Rychwałdek              | Gilowice              | Sporysz               | Sporysz               | Gilowice              | Świnna                | Świnna                | Świnna     |
| Hucisko                 | Ślemień               | Jeleśnia              | Jeleśnia              | Ślemień               | Stryszawa             | Stryszawa             | Stryszawa  |
| Kocierz Rychwałdzki     | Ślemień               | Zadziele              | Zadziele              | Ślemień               | Łękawica              | Gilowice-Ślemień      | Łękawica   |
| Kocoń                   | Ślemień               | Ślemień               | Gilowice              | Ślemień               | Ślemień               | Gilowice-Ślemień      | Ślemień    |
| Kurów                   | Ślemień               | Ślemień               | Stryszawa             | Ślemień               | Stryszawa             | Stryszawa             | Stryszawa  |
| Las                     | Ślemień               | Ślemień               | Stryszawa             | Ślemień               | Ślemień               | Gilowice-Ślemień      | Ślemień    |
| Pewel Ślemieńska        | Ślemień               | Ślemień               | Gilowice              | Ślemień               | Świnna                | Świnna                | Świnna     |
| Pewelka                 | Ślemień               | Ślemień               | Stryszawa             | Ślemień               | Stryszawa             | Stryszawa             | Stryszawa  |
| Ślemień                 | Ślemień               | Ślemień               | Gilowice              | Ślemień               | Ślemień               | Gilowice-Ślemień      | Ślemień    |
| Czernichów              | Sporysz               | Zadziele              | Zadziele              | Sporysz               | Czernichów            | Czernichów            | Czernichów |
| Isep                    | Sporysz               | Żywiec (m)            | Żywiec (m)            | Sporysz (do 1949)     | Żywiec (m)            | Żywiec (m)            | Żywiec (m) |
| Międzybrodzie Żywieckie | Sporysz               | Zadziele              | Zadziele              | Sporysz               | Czernichów            | Czernichów            | Czernichów |
| Moszczanica             | Sporysz               | Zadziele              | Zadziele              | Sporysz               | Łękawica              | Żywiec (m)            | Żywiec (m) |
| Oczków                  | Sporysz               | Zadziele              | Zadziele              | Sporysz               | Łękawica              | Gilowice-Ślemień      | Żywiec (m) |
| Pewel Mała              | Sporysz               | Sporysz               | Sporysz               | Sporysz               | Świnna                | Świnna                | Świnna     |
| Przyłęków               | Sporysz               | Sporysz               | Sporysz               | Sporysz               | Świnna                | Świnna                | Świnna     |
| Sporysz                 | Sporysz               | Sporysz               | Sporysz               | Sporysz (do 1949)     | Żywiec (m)            | Żywiec (m)            | Żywiec (m) |
| Świnna                  | Sporysz               | Sporysz               | Sporysz               | Sporysz               | Świnna                | Świnna                | Świnna     |
| Tresna                  | Sporysz               | Zadziele              | Zadziele              | Sporysz               | Czernichów            | Czernichów            | Czernichów |
| Trzebinia               | Sporysz               | Sporysz               | Sporysz               | Sporysz               | Świnna                | Świnna                | Świnna     |
| Zadziele (do 1966)      | Sporysz               | Zadziele              | Zadziele              | Sporysz               | zalane                | zalane                | zalane     |
| Bujaków                 | Porąbka               | Kozy                  | Kozy                  | Porąbka               | Porąbka               | Porąbka               | Porąbka    |
| Czaniec                 | Porąbka               | Kęty                  | Kęty                  | Porąbka               | Porąbka               | Porąbka               | Porąbka    |
| Kobiernice              | Porąbka               | Kozy                  | Kozy                  | Porąbka               | Porąbka               | Porąbka               | Porąbka    |
| Międzybrodzie Bialskie  | Porąbka               | Kozy                  | Kozy                  | Porąbka               | Czernichów            | Czernichów            | Czernichów |
| Porąbka                 | Porąbka               | Kozy                  | Kozy                  | Porąbka               | Porąbka               | Porąbka               | Porąbka    |
| Kozy                    | Biała                 | Kozy                  | Kozy                  | Biała                 | Kozy                  | Kozy                  | Kozy       |
| Koszarawa               | Stryszawa             | Jeleśnia              | Jeleśnia              | Stryszawa             | Koszarawa             | Koszarawa             | Koszarawa  |
| Krzeszów                | Stryszawa             | Stryszawa             | Stryszawa             | Stryszawa             | Stryszawa             | Stryszawa             | Stryszawa  |
| Kuków                   | Stryszawa             | Stryszawa             | Stryszawa             | Stryszawa             | Stryszawa             | Stryszawa             | Stryszawa  |
| Lachowice               | Stryszawa             | Stryszawa             | Stryszawa             | Stryszawa             | Stryszawa             | Stryszawa             | Stryszawa  |
| Stryszawa               | Stryszawa             | Stryszawa             | Stryszawa             | Stryszawa             | Stryszawa             | Stryszawa             | Stryszawa  |
| Targoszów (od 1949)     | –                     | –                     | –                     | Stryszawa             | Stryszawa             | Stryszawa             | Stryszawa  |